# ムシムシランド
ムシムシランドは、福島県田村市にある昆虫のテーマパーク（昆虫館）である。「日本で唯一の虫の楽園。」を謳っている。自然に近い状態で放し飼いにされているカブトムシと直接触れ合えるカブトムシドーム（夏季限定）や、昆虫標本を展示してあるカブト屋敷の他に、バーベキュー施設、宿泊施設などがある。

## 沿革
田村市の前身自治体である旧田村郡常葉町が1988年（昭和63年）に町内に「カブトムシ自然王国」を建国し、1991年（平成3年）に「ムシムシランド」がオープン、現在は田村市が所有している。また田村市の条例上の名称は、田村市殿上観光牧場となっており、田村市の第三セクターである田村市常葉振興公社が運営・管理している。
旧常葉町は葉たばこ栽培が盛んで、その肥料として腐葉土を作るために落ち葉を集めていたが、その腐葉土にカブトムシが産卵し、腐葉土を畑に撒くころには多数の幼虫が出てくることから、それを地域おこしに生かそうという発想からカブトムシによる町おこしが始まった。建設にあたってはふるさと創生事業の資金が活用された。また1995年（平成7年）秋からは温室保温によるカブトムシの促成飼育に取り組み、1996年（平成8年）3月ごろには羽化に成功した。
かつては、常葉町長が「カブトムシ自然王国」の「国王」としてPR活動に注力していた。また日本一の長さを誇った全長400mのローラー滑り台や、サイクルモノレールなどの遊具を有し、年間述べ15万人が訪れる遊園地でもあった。しかし、2005年（平成17年）に常葉町が周辺町村と合併して田村市になったことに伴って「カブトムシ自然王国」は消滅した。このころから客足の減少が続いていたところ、2011年（平成23年）に発生した東北地方太平洋沖地震（東日本大震災）で震度6強の揺れを観測し、福島第一原子力発電所事故により常葉町山根地区が緊急時避難準備区域に指定されたため一時閉園を余儀なくされた。
1年間にわたる休業中に園内や周辺道路の除染を行い、2012年（平成24年）7月14日より営業が再開された。ただしカブト屋敷とカブトムシドームのみであり、営業期間を従前の6分の1に短縮したこと、また親子連れが原発事故後に外遊びを敬遠する風潮があったことから、来場者は2010年（平成22年）の半分の7800人に低迷した。また休園期間中に遊具施設の劣化が進んだことから、2017年（平成29年）にはすべての遊具が撤去された。
その後、ムシムシランドを再興させようとする動きが活発化し、2018年（平成30年）には福島県の魅力を発掘・創出・発信していく「福島WAKU-WAKUプロジェクト」のプロデューサーである放送作家・鈴木おさむが展示を監修した「世界三大奇蟲展」を開催。前年比64.7%増の14,000人超が来場し、震災前以来の大盛況を収めた。この企画は同年2月に田村市を訪れた経済産業省の復興視察団の一員であった男性職員が大の虫好きであったことから、彼の提案を受けて行ったもので、また彼が生物系YouTuberのちゃんねる鰐と知人であることから、鰐に動画配信を依頼し、また鰐を施設に招待した。鰐の提案を受け、鰐が施設長とともに田村市の山で昆虫採集を楽しむ動画をYouTubeに投稿したところ、その動画は2020年（令和2年）9月までに270万回の再生数を集め、そのような動きに刺激を受けた地元住民たちからも採集した昆虫を寄贈されたり、昆虫採集をしやすいように荒廃していた林を整備してもらったりといった出来事があり、またゲンゴロウの生息環境を創出するために知人から耕作放棄地を借りてため池を作った住民もいたという。
2022年（令和4年）6月には、福島県田村市と田村市常葉振興公社は、18日 - 19日に開催される「第1回全国クワガタサミット」で「昆虫の聖地」宣言をすることを発表した。この取り組みは山林やため池を整備して「昆虫の楽園」を創出し、昆虫を探しながら地域を散策する観光スタイル「インセクトツーリズム」を展開することで人々を呼び込み、原発事故の風評を払拭するための活動の一環であり、そのために昆虫の生息調査や、昆虫の生息環境の整備といった取り組みを行っていき、将来的にはムシムシランドを拠点に昆虫採集・観察を行うツアーの実現を目標としている。またその一環として、2021年（令和3年）以降は自然観察園内で日本の国蝶に指定されているオオムラサキの繁殖活動や、オオムラサキの幼虫の食樹であるエノキの植樹、さらに1994年（平成4年）に断念したオオクワガタの繁殖などといった活動に取り組んでおり、将来は地元で繁殖したオオクワガタをふるさと納税の返礼品にすることも検討している。2023年（令和5年）7月には田村市の呼びかけにより、昆虫を核として自治体が連携して観光振興に取り組む「昆虫の聖地協議会」が発足し、全国15市町村が参加するなど、昆虫の聖地化の動きを加速している。同月15日には、かつて遊具施設があった殿上地区にカブト屋敷とカブトムシドームを移転新築し、リニューアルオープンした。同年夏の来場者は8月20日までの累計で1万9101人となり、東日本大震災の発生後では最多となった。
2025年（令和7年）5月20日から24日にかけ、大阪・関西万博のEXPOメッセ会場内に「ミニカブトムシドーム」を開設し、田村市や昆虫に関するPR活動を行った。この「ミニカブトムシドーム」には同月20日から21日にかけ、田村市から「昆虫サポーター」に委嘱されている世界屈指のヘラクレスオオカブトのブリーダー・河野博史（宮崎県延岡市在住）が育成したヘラクレスオオカブト（全長179 mmのオス成虫など）が複数個体展示された。

## 年表
- 1988年（昭和63年） - 常葉町が「カブトムシ自然王国」として独立を宣言する[20]。
- 1989年（平成元年） - 「カブトムシドーム」（カブトムシ自然観察園）オープン[20]。
- 1990年（平成2年） - 「カブト屋敷」オープン、ムシムシランドの建設を開始する[20]。
- 1991年（平成3年） - 「スカイパレスときわ」オープン[20]。
- 1992年（平成4年） - 常葉町のPRキャラクター「カブトン」が誕生、各種遊具施設を設置して「こどもの国ムシムシランド」としてオープン[20]。
- 2004年（平成16年） - 「第1回全国カブトムシこどもサミット」を開催[21]。
- 2005年（平成17年） - 常葉町、滝根町、大越町、都路村、船引町が合併して田村市になる[22]。
- 2011年（平成23年） - 東日本大震災により緊急時避難準備区域に指定され営業を休止する[20]。
- 2012年（平成24年） - カブトムシ自然観察園の営業を再開する[20]。
- 2017年（平成29年） - 遊具施設を撤去する[20]。
- 2018年（平成30年） - カブトムシ自然観察園とカブト屋敷の呼称を「ムシムシランド」に統一する[20]。
- 2019年（令和元年） - 「グリルマウンテン」オープン[20]。
- 2023年（令和5年） - 田村市で「昆虫の聖地協議会」が発足、15の自治体が参加[12]。
- [2024年（令和6年） - 同年から昆虫館のみを4月に開館するようになる[18]。
- 2025年（令和7年） - 5月20日から24日にかけ、大阪・関西万博のEXPOメッセ会場内に「ミニカブトムシドーム」を開設[18]。

## 施設
- カブト屋敷[23]
- カブトムシドーム[23]
- グリルマウンテン[23]
- スカイパレスときわ[23]

## 利用案内
- 住所：〒963-4601 福島県田村市常葉町山根字殿上160[24]
- 開園期間：7月中旬 - 8月下旬（水曜日は休園）[3]、昆虫館のみ8月下旬から11月下旬の土、日曜日、祝日も開館[25]。
- 開園時間：9:30 - 16:30[26]